# Феррейра, Виргилио
Вирги́лио Ферре́йра Роме́ро (исп. Virgilio Ferreira Romero; род. 28 января 1973, Атира, Кордильера) — парагвайский футболист, полузащитник известный по выступлениям за «Серро Портеньо» и сборную Парагвая.

## Клубная карьера
Феррейра воспитанник футбольного клуба «Серро Портеньо». В 1989 году он дебютировал за основную команду в парагвайской Примере. В клубе Виригилио отыграл 7 сезонов и четырежды стал чемпионом Парагвая.
Летом 1996 года он перешёл в испанский «Реал Бетис». Сумма трансфера составила 2 млн евро. Из-за высокой конкуренции Феррейра не мог долгое время дебютировать в Ла Лиге и попросил руководство новой команды об аренде или трансфере в другой клуб. Последующие три сезона Виргилио провёл выступая за «Эстремадуру» и «Рекреативо». В 1999 году он вернулся в Южную Америку, где подписал контракт с мексиканской «Америкой», но дебютировать в Лиге MX ему так и не удалось. В 2001 году Феррейра вернулся в родной «Серро Портеньо», в составе которого он провёл отличный сезон и заслужил приглашение в национальную команду.
В 2002 году Виргилио на протяжении сезона выступал за «Либертад» после чего перешёл в эквадорский «ЛДУ Кито». Новому клубу он помог выиграть эквадорскую Серию А. В 2003 году Феррейра перешёл в боливийский «Стронгест», а после выступал за «12 октября» и эквадорский «Текнико Университарио», в котором и завершил карьеру в 2008 году.

## Международная карьера
В 1993 году Феррейра дебютировал за сборную Парагвая. В 1993 году Виргилио впервые поехал на Кубок Америки. В 2001 году он во второй раз принял участие в Кубке Америки. На турнире он сыграл в поединках против сборных Перу, Мексики и Бразилии. В поединке против перуанцев Феррейра сделал дубль за национальную команду.

## Достижения
«Серро Портеньо»
- Чемпион Парагвая (4): 1990, 1992, 1994, 1996

«ЛДУ Кито»
- Чемпион Эквадора (1): 2003